# Смоллетт, Тобайас
То́байас Джордж Смо́ллетт (англ. Tobias Smollett; 19 марта 1721 — 17 сентября 1771) — шотландский романист, поэт, переводчик и один из лидеров английского классического эпоса, и крупный мастер англоязычной пикарески и зачинатель просветительского романа воспитания, предвосхитивший, в частности, творчество Диккенса. Специализировался на романах о жизни моряков.

## Биография
Сэр Джеймс Смоллетт, дед писателя, с 1685 года избирался несколько раз в шотландский парламент. В 1707 году его назначили в комиссию по исполнению Акта об унии. У сэра Джеймса, вига и пресвитерианина, было четверо детей. Старший сын, Тобийас, умер ещё молодым после службы в армии, оставив единственную дочь. Джеймс, второй сын, и Джордж, третий сын, пошли по стопам отца, но успешной карьеры не построили. Джеймс умер незадолго до кончины отца. Четвёртый сын, Арчибальд Смоллет (отец писателя), имел слабое здоровье, поэтому какую-либо серьезную профессию освоить не смог, что печалило его отца. К тому же жена его не обладала приданым.
Тобайас Смоллетт родился в Шотландии, в местечке Далуэрн (Dalquhurn), входящем теперь в округ Рентон (Renton), Западный Данбартоншир (West Dunbartonshire). Точная дата его рождения неизвестна, но крестили его 19 марта.
Будущий писатель избрал профессию врача и получил диплом хирурга в университете города Глазго. Однако намечавшаяся карьера медика уступила место литературным амбициям: в 1739 году Смоллетт отправился в Лондон, надеясь стать драматургом. Его семья всё ещё имела парламентские связи, поэтому он был представлен джентльмену, который должен был ему помочь, поскольку был соотечественником Смоллетта. Потерпев фиаско, Смоллетт получил должность хирурга на английском военном корабле «Чичестер» (Chichester) и отправился на Ямайку, где провёл несколько лет. В 1741 году он в качестве военного хирурга участвовал в английской экспедиции, целью которой был захват испанского порта Картахены. Осада Картахены закончилась неудачей.
По возвращении в Англию Смоллетт получил частную медицинскую практику на Даунинг-стрит. В 1747 году он женился на богатой ямайской наследнице Анне Ласселс (Anne Lascelles).
Первой публикацией Смоллетта стала поэма о Куллоденской битве 1745 года под названием «Слёзы Шотландии», но славу ему принесла другая книга — «Приключения Родрика Рэндома». Она была создана по образцу «Жиль Блаза» Алена Рене Лесажа и вышла в свет в 1748 году.
В 1749 году Смоллетт написал трагедию «Цареубийство», напечатанную, но ни разу не поставленную на сцене. В 1750 году он получил степень доктора медицины в Абердине и отправился путешествовать по Франции, где собирал материал для своего второго романа, «Приключения Перигрина Пикля», который позже принёс ему успех. Прожив некоторое время в Бате, он вернулся в Лондон и опубликовал роман «Приключения графа Фердинанда Фэтома» в 1753 году.
К этому моменту он стал значимой фигурой в литературе, его сравнивали с такими писателями, как Дэвид Гаррик, Лоренс Стерн, Оливер Голдсмит и Сэмюэл Джонсон. В 1755 году был напечатан его перевод «Дон Кихота» Мигеля Сервантеса, который он редактировал в 1761 году.
В 1756 году Смоллетт стал издателем журнала «Критический Обзор». В 1757—1765 годах он трудился над одной из своих основных работ — «Полной историей Англии». В 1760 году Смоллетт написал ещё один роман, «Жизнь и приключения сэра Ланселота Гривза». Страдая после потери своей дочери, он с супругой уехал из родного города. Результатом этой поездки стали «Путешествия по Франции и Италии» (1766). В 1769 году Смоллетт написал «Историю и приключения атома». Эта книга, завуалированная под древнюю японскую сказку, открыла взгляды автора на политику Британии во время Семилетней войны.
Посетив родину, Смоллетт почерпнул вдохновение для своего последнего романа, «Путешествие Хамфри Клинкера» (опубликован в 1771 году, в год смерти автора).
Некоторое время писатель страдал от кишечного заболевания, искал средства для лечения в Бате, потом отправился в Италию, где и умер. Его похоронили в Ливорно. В честь него в Шотландии, в Данбартоншире, около Рентонской начальной школы, сооружен памятник, на котором высечено краткое посвящение на латыни, написанное доктором Джонсоном. В 2002 году это место было украшено поясняющей именной дощечкой.

## Основные произведения
- «Приключения Родрика Рэндома» (1748);
- «Приключения Перигрина Пикля» (1751);
- «Приключения графа Фердинанда Фэтома» (1753);
- «Приключения сэра Ланселота Гривза» (1762);
- «Путешествие Хамфри Клинкера» (1771).

## Издания на русском языке
- Смоллет Т. Приключения Перигрина Пикля. В 2-х томах. Пер. и комм. А. В. Кривцовой и Е.Ланна. Статьи Д.Мирского и Е.Ланна. М.-Л.: ACADEMIA, 1934—1935.
- Смоллет Т. Приключения Перигрина Пикля. Роман. Перевод с англ. А. В. Кривцовой и Е. Ланна. М., Худ. лит-ра, 1955. .
- Смоллет Т. Приключения Перигрина Пикля. В 2-х томах. (Серия: Библиотека английской литературы). М.: ТЕРРА, 2003.
- Смоллет Т. Приключения Родрика Рэндома. Пер. с англ. А. В. Кривцовой. М.: ГИХЛ, 1949.
- Смоллет Т. Путешествия Хамфри Клинкера. М.: Худ. лит-ра, 1953.
- Смоллет Т. Путешествия Хамфри Клинкера. — В кн.: Смоллет Т., Голдсмит О. Путешествие Хамфри Клинкера. Векфильдский священник. (Серия: БВЛ. Т. 60.). М.: Худ. лит-ра, 1972.
- Смоллет Т. Путешествия Хамфри Клинкера. М.: Правда, 1983.